# Haneta Maki
Haneta Maki (埴田 真紀, sinh ngày 30 tháng 9 năm 1972) là một cựu cầu thủ bóng đá nữ người Nhật Bản.

## Đội tuyển bóng đá nữ quốc gia Nhật Bản
Haneta Maki thi đấu cho đội tuyển bóng đá nữ quốc gia Nhật Bản từ năm 1993 đến 1997.

## Thống kê sự nghiệp
| Nhật Bản  | Nhật Bản | Nhật Bản |
| Năm       | Trận     | Bàn      |
| --------- | -------- | -------- |
| 1993      | 5        | 1        |
| 1994      | 7        | 0        |
| 1995      | 8        | 0        |
| 1996      | 9        | 0        |
| 1997      | 1        | 0        |
| Tổng cộng | 30       | 1        |